# Clarence Zener
Clarence Melvin Zener (1. prosince 1905 Indianapolis – 2. července 1993 Pittsburgh) byl americký fyzik, který v roce 1934 jako první teoreticky objasnil jev týkající se chování pevných látek při vysoké intenzitě elektrického pole, pojmenovaný pak po něm jako Zenerův efekt. Jeho zjištění později využila společnost Bell Labs při vývoji Zenerovy diody, která byla rovněž po něm pojmenována a používá se ke stabilizaci napětí v elektrických obvodech. V oblasti mechaniky kontinua je známá jeho metoda modelující chování viskoelastických materiálů (Zenerův model).

## Život a kariéra
Zener se narodil v Indianapolis v Indianě, byl mladším bratrem psychologa Karla Zenera. Doktorát z fyziky získal na Harvardově univerzitě v roce 1929. V letech 1932–1934 byl výzkumným pracovníkem na univerzitě v Bristolu, později přednášel na Washingtonské univerzitě v St. Louis (1935–1937), na City College v New Yorku (1937–1940) a na Washingtonské státní univerzitě (1940–1942). Během druhé světové války pracoval ve zbrojovce Watertown Arsenal. Po válce byl profesorem fyziky na univerzitě v Chicagu (1945–1951).
V letech 1951–1965 byl vedoucím výzkumu ve firmě Westinghouse v Pittsburghu. Po své kariéře ve Westinghouse se Zener vrátil k výuce; stal se profesorem na Texas A&M University (1966–1968) a dokončil pak svou kariéru na Carnegie Mellon University (1968–1993).
V roce 1957 obdržel Binghamovu medaili za reologii, v roce 1959 byl zvolen členem Národní akademie věd a také získal medaili Johna Price Wetherilla udělovanou Franklinovým institutem. V roce 1985 obdržel za objev Zenerova efektu a přínos v oboru mechanické spektroskopie a vnitřního tlumení cenu Mezinárodní konference o vnitřním tření a ultrazvukovém útlumu v pevných látkách (ICIFUAS, International Conference on Internal Friction and Ultrasonic Attenuation in Solids), která od roku 1993 nese jeho jméno: Zenerova cena.
Řada pojmů ve fyzice je rovněž spojena s jeho jménem: kromě již zmíněného Zenerova efektu, Zenerovy diody a Zenerova modelu např. Zenerův průraz, Zenerova bariéra, Zener-Hollomonův parametr, Landau–Zenerův vzorec.